# Јосиф Панчић
Јосиф Панчић (Угрини код Брибира, 17. април 1814 — Београд, 25. фебруар 1888) био је српски лекар, ботаничар, универзитетски професор и академик. Панчић је био први председник Српске краљевске академије.
Открио је нову врсту четинара која је по њему названа Панчићева оморика, а по њему је назван и највиши врх Копаоника (Панчићев врх) на коме се налази маузолеј са његовим посмртним остацима. Свој богати хербаријум који је обогаћивао током читавог живота је, према сопственим речима, од постанка њеног Србству наменио.

## Биографија
Панчић је рођен у селу Угрини код Брибира, у Винодолу (у то време Аустријско царство, данас Хрватска), у буњевачкој католичкој породици као четврто дете Павла и Маргарите.
Његов деда по оцу, пореклом је из околине Ниша. Служио је у добровољачком батаљону аустријске царске војске током Аустро-турског рата. По предању, Панчићи су пореклом из Херцеговине и старином су настањени у Угринима, које се налази на северним огранцима Велебита у саставу Винодолске општине.

### Школовање
Родитељи су му били сиромашни, a стриц му је био архиђакон у Госпићу, те га је он узео себи и старао се о његовом школовању. Основну школу завршио је у Госпићу у Лици, a гимназију у Ријеци.  Јосиф је из Ријеке прешао у Загреб (1830) да би наставио школовање у високој школи Regia Academica Scientiarum. У додиру са неким Мађарима сазнао је да у Пешти постоји Медицински факултет, на коме се у то време одржавала и настава из природних наука. Панчић је завршио медицински факултет у Пешти и постао доктор медицине
7. септембра 1842. године израдивши тезу Taxilogia botanica, коју је посветио своме стрицу Гргуру. Током студија у Пешти морао је да се издржава, дајући приватне часове из француског и италијанског језика. То му је односило много времена и услед тога се његово студирање протегло на 10 година.

### Служба
Панчић није желео да ступи у државну службу и решио је да ради приватно као лекар. Од лекарске праксе није могао да се прехрањује, јер није имао довољно пацијената, који су већином били сиромашни. Провео је две године у Руксбергу у Банату, где се бавио и васпитањем деце власника тамошњих рудника Хофманова. За то време је упознао флору Баната, обишао је и Делиблатску пешчару и пео се на Карпате, a у рудницима је наишао на многе интересантне стене и минерале. Прикупио је доста интересантних биљака из флоре Баната.
После две године отишао је у Лику да посети свога стрица и добротвора Гргура и брата Мату. Ту је правио излете по околини, пео се на Велебит и прикупио доста биљака из флоре Приморја.
Одатле се упутио у Беч да доврши одредбу свога хербара, који је око Пеште, Будима, и по Ердељским и Банатским Алпима сакупио, a уједно и да боље јестаственицу проучи. У бечком Природњачком музеју је проучио и одредио своје прикупљене биљке, a у исто време је пратио и предавања ботаничара Ендлера (Stephan Ladislaus Endlicher, 1804-1849). У Бечу се задржао годину дана. Бавећи се у Бечу он се упознао са Миклошићем и Вуком Караџићем; Вук га упути у Србију да ступи у државну службу. Чекајући да Вук добије новчану помоћ од Русије (а коју на крају није ни добио), Панчић је готово био на измаку свога новца и то је признао Вуку. Вук му је тада саветовао да одмах крене у Србију и да тражи постављење у Ужицу.
Панчић је послушао Вука и дошао у Србију у мају 1846. године за време владавине кнеза Александра Карађорђевића. Али, како је Вук имао у Србији и доста непријатеља, његова препорука није вредела ништа, па је чак због тога и због жеље да буде постављен у Ужицу, у чијој се околини скривао велики број противника Карађорђевића, Панчић постао сумњив и није могао да добије то место. Чекајући на постављење, обилазио је ужички крај, и бавио се изучавањем биљног света.
Панчић је готово остао без средстава за живот и док је размишљао да се врати у Аустроугарску, добио је позив од Аврама Петронијевића, министра иностраних послова, који је имао фабрику стакла у непосредној околини Јагодине у Белици, да се привремено прими за лекара у томе месту и да као лекар ради на сузбијању заразе трбушног тифуса, која се ширила међу радницима фабрике. Панчић је пристао, био на тој дужности пола године и са успехом је завршио свој посао.
Боравећи тамо службено, он се паралелно упознавао са летњом и јесењом флором Јагодине, Белице и Црног Врха. Становници Јагодине су заволели Панчића као савесног лекара и племенитог човека и када је Панчићу понуђено место за физикуса у Неготину, Јагодина је тражила да задржи Панчића. У томе је и успела и Панчић је у фебруару 1847. године постављен за контрактуалног лекара и физикуса јагодинског округа. Али – бавећи се послом лекара – наставио је и претходне године започета природњачка испитивања, обишавши Темнић, Левач у околини Опарића (и Превешко језеро) и манастир Љубостиње. Око половине јуна отишао је у Алексиначку Бању, одакле се први пут попео на Ртањ и Озрен. Исте године је затражио отпуст од аустроугарског држављанства и затражио пријем у српско.
Крајем исте године добио је премештај у Крагујевац и постављен је на упражњено место за привременог окружног лекара 12. новембра 1847. године где ће остати до 1853. године. Приликом боравка у Крагујевцу, Панчић је описао Крагујевачки слез (Althaea kragujevacensis), ендемску врсту овог дела Шумадије која је расла на Метином брду надомак Крагујевца. За време боравка у Јагодини Панчић је одлазио и у Ћуприју и ту је упознао Људмилу, ћерку барона инжењера Кордона, коју је затим као лекар у Крагујевцу испросио и у јануару 1849. године се венчао у православној цркви у Ћуприји.

### Професор природних наука
Идуће године, 8. јануара 1850. године примљен је за члана Друштва српске словесности, a y 1853. године је постављен за професора природних наука у Лицеју, најпре за контрактуалног професора, a када је 1854. године примљен у српско поданство, др Јосиф Панчић је постављен за редовног професора у Лицеју. Примљен је за члана Друштва српске словесности и постављен је за професора у Лицеју, иако до тада није, сем докторске дисертације, имао ниједан публикован научни рад. Постављен је за професора само на основу сазнања и уверења да је он најбољи познавалац флоре Србије.
За потребе стручне наставе основао је Београдску ботаничку башту 1874. године. У Лицеју и доцније у Великој школи Панчић је остао до краја живота.

### Панчићева оморика
Године 1855. Панчић је први пут чуо да у Западној Србији постоји посебна врста четинара – оморика. Десет година касније је добио две њене гране. Требало је да прође још десет година да на планини Тари, у засеоку Ђурићи, 1. августа 1877  (према неким изворима 1875?) пронађе до тада непознати четинар оморику, која је по њему добила име Панчићева оморика (пуно научно име: Picea omorika (Pančić) Purkyne). Према записима, да би открио 'своју' оморику, Панчић је прејахао Тару осам пута, што запрегом што на коњима.
Панчићев свеобухватни допринос науци је неспоран. Током свога вишегодишњег рада открио је 102 и описао око 2.500 биљних врста.
По њему су (између осталог) названи: Панчићева поточарка, Панчићева удовичица (Knautia pancicii), Панчићева граолика (Lathyrus pancicii), Панчићева водњача (Orobanche pancicii), Панчићева руњика (Hieracium vranjanum), Панчићевка или српска панчичија (Pimpinella serbica), Панчићев звинчац (Bupleurum pachnospermum), Панчићев вијук (Festuca panciciana), Панчићев шебој (Erysimum comatum), Панчићев пелин (Artemisia pancicii), Панчићев млеч (Lactuca pancicii), Панчићев драгушац (Jacobaea pancicii), гљива Tilletia pancicii као и Панчићев скакавац, кога је открио 1881. шетајући се по Мокрој Гори.
Сва та имена је заслужио или откривањем нових таксона или су му их посветили колеге природњаци – чеси, аустријанци, италијани, хрвати, мађари... – великим делом његови савременици и рани поштоваоци. У његову част је 1858. ботаничар Визијани (Roberto de Visiani, 1800-1878) назвао читав један нови род – Pancicia (Панчићевка).

### Панчићев хербаријум
Herbarium Pancicianum је хербаријум коју је 1860. године Панчић поклонио Београдском Лицеју и та година се узима као година оснивања првог Хербаријума у Србији. Данас је иницијални део Хербаријума Института за ботанику и Ботаничке баште Јевремовац, Биолошког факултета Универзитета у Београду, једног од најзначајнијих и најбогатијих хербаријума у југоисточној Европи. Постојање Панчићевог хербаријума дуго је у свету било под знаком питања, јер се мислило да је нестао.

### Смрт и сахрана
Када је Јосиф Панчић требало да буде изабран за члана Државног савета у Србији, није испуњавао основни (бирократски) услов. Није имао до тада ни једну непокретност у држави. Због тога му је у непокретну имовину прибележена зидана гробница коју је себи подигао на гробљу код цркве Светог Марка у Београду.
Панчић је умро 25. фебруара 1888. године усред рада, ведар, свестан и приљежан. Предговор за „Ботаничку башту“ довршио је неколико дана пре смрти. „Првенац Балканског полуострва“ радио је и за време боловања.
Према једном новинском напису из 1940, желео је да га сахране на Сувом рудишту, највишем врху Копаоника, а што је пало у заборав у ученим круговима. Панчићев врх, највиши врх на планини Копаоник, добио је име по познатом српском ботаничару Јосифу Панчићу. На овом врху се налази његов маузолеј где је пренесен 1951. године.

## Учена друштва
Био је члан у следећим ученим друштвима:
- Друштво српске словесности
- Први председник и редован члан Српске краљевске академије,
- Српског ученог друштва, Regia societas botanica ratisbonensis,
- Српског археолошког друштва,
- Српског лекарског друштва,
- Певачког друштва и
- Друштва за пољску привреду.
- Српског пољопривредног друштва[13] у Београду, од 1868. године
- Почасни члан баварског друштва Polichia, Подринске Слоге и Алексин. Читаонице;

Дописни члан:
- Југословенске академије наука и уметности,
- Угарске академије наука,
- Бранденбуршког ботаничког друштва,
- Бечког геолошког института
- Јестаственичког друштва у Шербуру
- Зоолошког ботаничког друштва у Бечу

## Одликовања
- Орден св. Саве I степена[14]
- Таковски крст[14]
- Крст друштва црвеног крста[14]

## Наслеђе
По њему су названи ОШ „Јосиф Панчић” Чукарица, Пољопривредна школа „Јосиф Панчић” Панчево, Одред извиђача из Ниша и Панчићев парк.

## Одабрана дела
Панчићево најзначајније писано дело је први опис диверзитета биља Србије: Флора кнежевине Србије (Flora Principatus Serbiae). Књига је изашла из штампе 1874. године, а 1884. издати су њени додаци (Additamenta). Доживела је неколико посмртних, савремених издања.
Није се интересовао само за биљке, осим флористичких, објавио је низ ентомолошких, ихтиолошких и других природословних радова. Иако је био научник, начин писања Ј. Панчића био је свима разумљив и литерарно веома леп.
Остала значајнија дела:
- Taxilogia bitanica, Dissertatio inauguralis medica. Пешта, 1842.
- Verzeichniss der in Serbien wildwachsenden Phanerogamen, nebst den Diagnoses einiger neuer Arten (Списак дивљих цветница које у Србији расту, са описом неких нових врста), 1856.
- Рибе у Србији, 1860.
- Живи песак у Србији и биље што на њему расте, 1863.[17]
- Шафран. Гласник Србског ученог друштва I (213-252), 1865.
- Флора у околини Београдској, 1865.[18]
- Јестаственица за ученике Велике школе, I-II, Београд (1864-1868).
- Птице у Србији, 1867.
- Шумско дрвеће и шибље у Србији, 1871.
- Eine neue Conifere in den östlischen Alpen. Монографија, 1876.
- Ботаничка башта у Београду. Извештај, 1881.
- Ортоптере у Србији, 1883.
- Грађа за флору Кнежевине Бугарске, 1883.
- Рибарство у Србији, 1886.
- Оморика нова флора четинара у Србији. Монографија, 1887.
- Из природе – мањи списи. Српска књижевна задруга (постумус издање) 1893.